# Прање новца
Прање новца је процес прикривања илегалних извора новца тако да изгледа као да долази из легалних извора. Углавном се јавља у земљама где влада клептократија и често се огледа у присвајању јавних средстава од стране корумпираних органа власти под маском улагања у инфраструктуру и унапређење животног стандарда.
Начини на које новац може бити опран су различити и мање или више префињени, и укључују фалсификовање фактура увоза и извоза, замена отете имовине за новчана средства преко или унутар државних граница, паралелне кредитне трансакције, размена новца између рачуна унутар банака уз подмићивање банкарских званичника ради прикривања великих илегалних трансфера, итд.
Иако је веома тешко утврдити тачну количину опраног новца, многа регулаторна тела врше годишње процене на нивоу како националних тако и глобалне економије. Године 1996. Међународни монетарни фонд проценио је да два до пет процената светске економије чини опран новац. С друге стране, међувладино тело за борбу против прања новца под називом Financial Action Task Force, тврди да је немогуће извршити реалну процену количине опраног новца па стога не објављује статистике по том погледу.
Без обзира на потешкоће приликом утврђивања, количина опраног новца сваке године достиже милијарде Америчких долара и представља посебан изазов владама света.. Као резултат тога, владе, финансијске институције и међународна тела улажу напоре у спречавању, одвраћању и хватању перача новца.